# Шубладзе Костянтин Костянтинович
Костянтин Костянтинович Шубладзе (19 серпня 1907, селище Арись, тепер місто Туркестанської області Казахстану — 13 квітня 1985, місто Москва, тепер Російська Федерація) — радянський діяч, секретар ЦК КП(б) Узбекистану, 1-й секретар Андижанського обласного комітету КП(б) Узбекистану.

## Життєпис
Народився в родині залізничника на станції Арись. З 1924 року працював десятником на будівництві іригаційного каналу в радгоспі «Пахтаарал» Узбецької РСР.
У 1928 році закінчив Середньоазіатський політехнікум водного господарства в Ташкенті.
З 1928 року працював на меліоративних об'єктах Сурхан-Дар'їнського округу, де брав участь у будівництві зрошувальних систем, був начальником виробничого відділу Ханбуду на меліоративних об'єктах біля Ташкента. Член ВКП(б).
З 1932 року навчався в аспірантурі Середньоазіатського науково-дослідного інституту іригації в Ташкенті.
Після закінчення аспірантури — завідувач відділу механізації Середньоазіатського науково-дослідного інституту іригації
На початку 1940-х років — секретар Ташкентського міського комітету КП(б) Узбекистану, секретар Ташкентського обласного комітету КП(б) Узбекистану, заступник начальника будівництва Великого Ферганського каналу з механізації робіт, начальник будівництва Північного Ташкентського каналу.
4 лютого 1943 — 1944 року — секретар ЦК КП(б) Узбекистану із електростанцій.
У 1944—1946 роках — 1-й секретар Андижанського обласного комітету КП(б) Узбекистану.
З 1947 року — міністр водного господарства Узбецької РСР.
Потім працював у Міністерстві сільського господарства СРСР: начальник Управління водного господарства Міністерства сільського господарства СРСР. З 1949 по 1959 рік був першим головним редактором журналу «Гидротехника и мелиорация» в Москві.
У 1963—1966 роках — заступник голови Державного виробничого комітету Ради міністрів СРСР із зрошуваного землеробства та водного господарства.
13 квітня 1966 — 1985 року — 1-й заступник міністра меліорації і водного господарства СРСР, член Центрального правління Науково-технічного об'єднання сільського господарства.
Потім — персональний пенсіонер союзного значення.
Помер 13 квітня 1985 року в Москві.

## Нагороди
- орден Жовтневої Революції
- п'ять орденів Трудового Червоного Прапора (30.09.1943,)
- орден Червоної Зірки
- два ордени «Знак Пошани»
- медалі
- заслужений іригатор Узбецької РСР